# Fitzroy (řeka v Západní Austrálii)
Fitzroy (anglicky Fitzroy River) je řeka na severozápadě Austrálie ve státě Západní Austrálie. Je dlouhá 520 km. Povodí má rozlohu 86 500 km².

## Průběh toku
Pramení na jižních svazích masivu Kimberley. Ústí do zálivu King Indického oceánu, přičemž vytváří estuár. V ústí se nachází přílivový val, který je vysoký přibližně 1 m.

## Vodní režim
Průměrný roční průtok vody činí 195 m³/s. Nejvodnější je od ledna do března.

## Využití
Vodní doprava je možná do vzdálenosti 130 km od ústí.